# Wijnkelder
Een wijnkelder is een kelder waarin wijn wordt bewaard (lageren) om zich te ontwikkelen. Voor het optimaal bewaren van wijn moet het een ruimte zijn die koel en donker is en een luchtvochtigheid rond de 70% en een constante temperatuur heeft, ideaal is een temperatuur rond 11 graden Celsius.

## Bewaren van wijn
- Om de flessen lang te kunnen bewaren moeten ze liggend worden opgeslagen. Zo blijft de kurk in contact met de wijn en droogt deze niet uit. Een uitzondering zijn de zoete wijnen uit Tokaj, omdat de zuren van de wijn door de kurk heen vreten.
- Bewaar- of opbergrekken zijn handig. Om de wijn makkelijk te kunnen herkennen, kan men de flessen met het etiket naar boven en met de hals naar buiten bewaren.
- In kelders met een optimale luchtvochtigheid zullen de etiketten gaan schimmelen. Om dit te voorkomen kan men flessen bij ontvangst in keukenfolie wikkelen.
- Snelle of grote schommelingen in de temperatuur zijn funest voor wijn. Een constante temperatuur is daarom belangrijker voor het bewaren van wijnen dan de hoogte van de temperatuur. Een temperatuur hoger of lager dan de ideale 11 - 12 graden is alleen van invloed op het tempo waarin de wijn rijpt (hoe warmer, hoe sneller de wijn rijpt), hoewel een temperatuur boven 17 graden vermeden moet worden omdat de wijn dan verzuurt (azijn wordt).
- Zonlicht en ultraviolet licht zijn funest voor de wijn. Zelfs door het donkerste glas hebben ze nog een slechte invloed op de kleur en kwaliteit van de wijn. Een ideale kelder is daarom donker.
- Alle stoffen die sterk en penetrant ruiken moeten vermeden worden, omdat wijn gevoelig is voor geuren die door de kurk dringen en hierdoor de geur en smaak van de wijn beïnvloeden. Dit geldt zowel voor chemische luchtjes als voor sterk geurende groenten en kruiden.

## Bijzondere wijnkelders
- In de Champagne zijn er wijnkelders die kilometers lang zijn uitgehakt in kalkstenen bodem.
- De kelders van Massandra in de Krim bevatten de grootste collectie wijnen ter wereld.

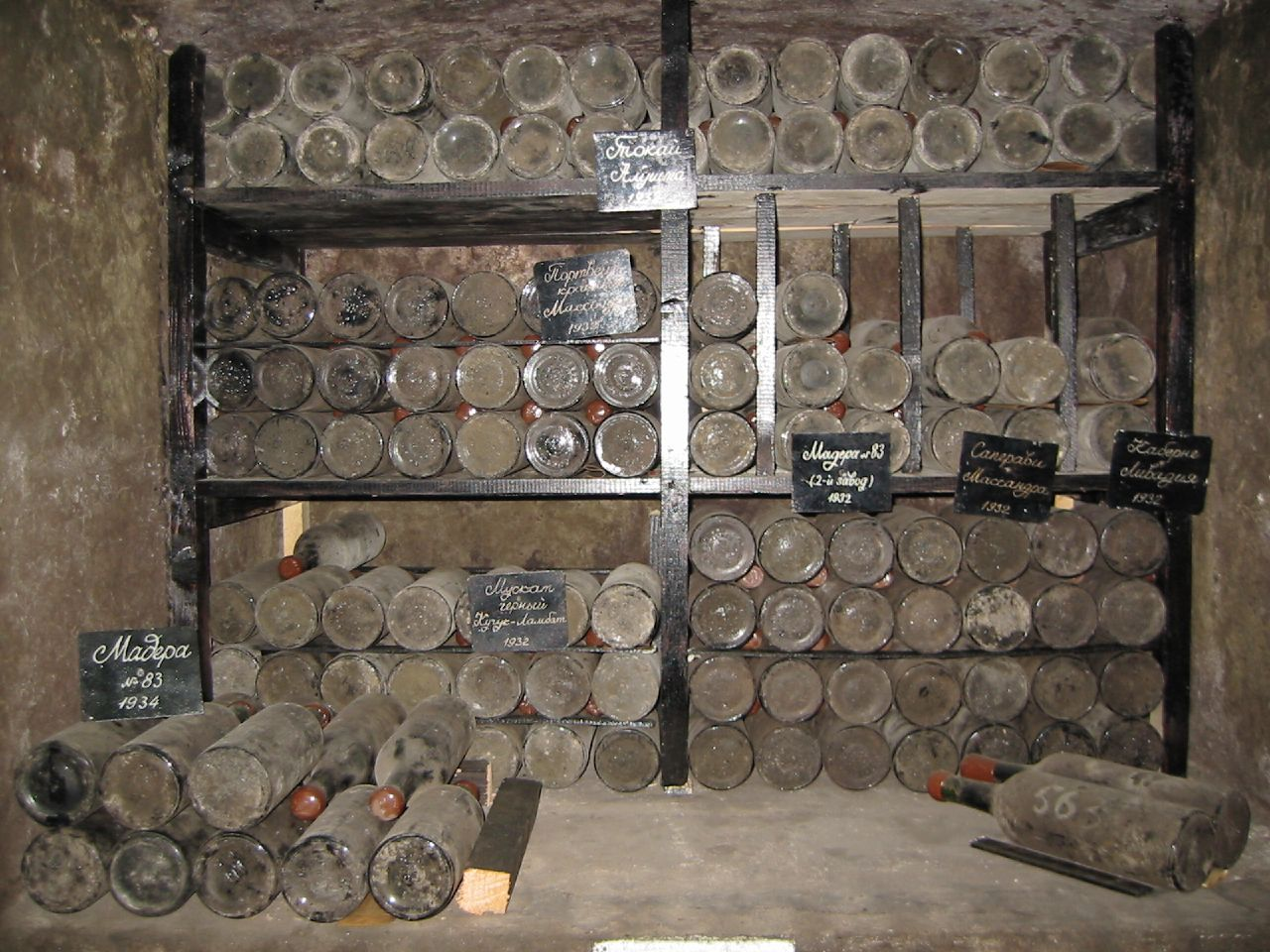
Massandra wijnkelder
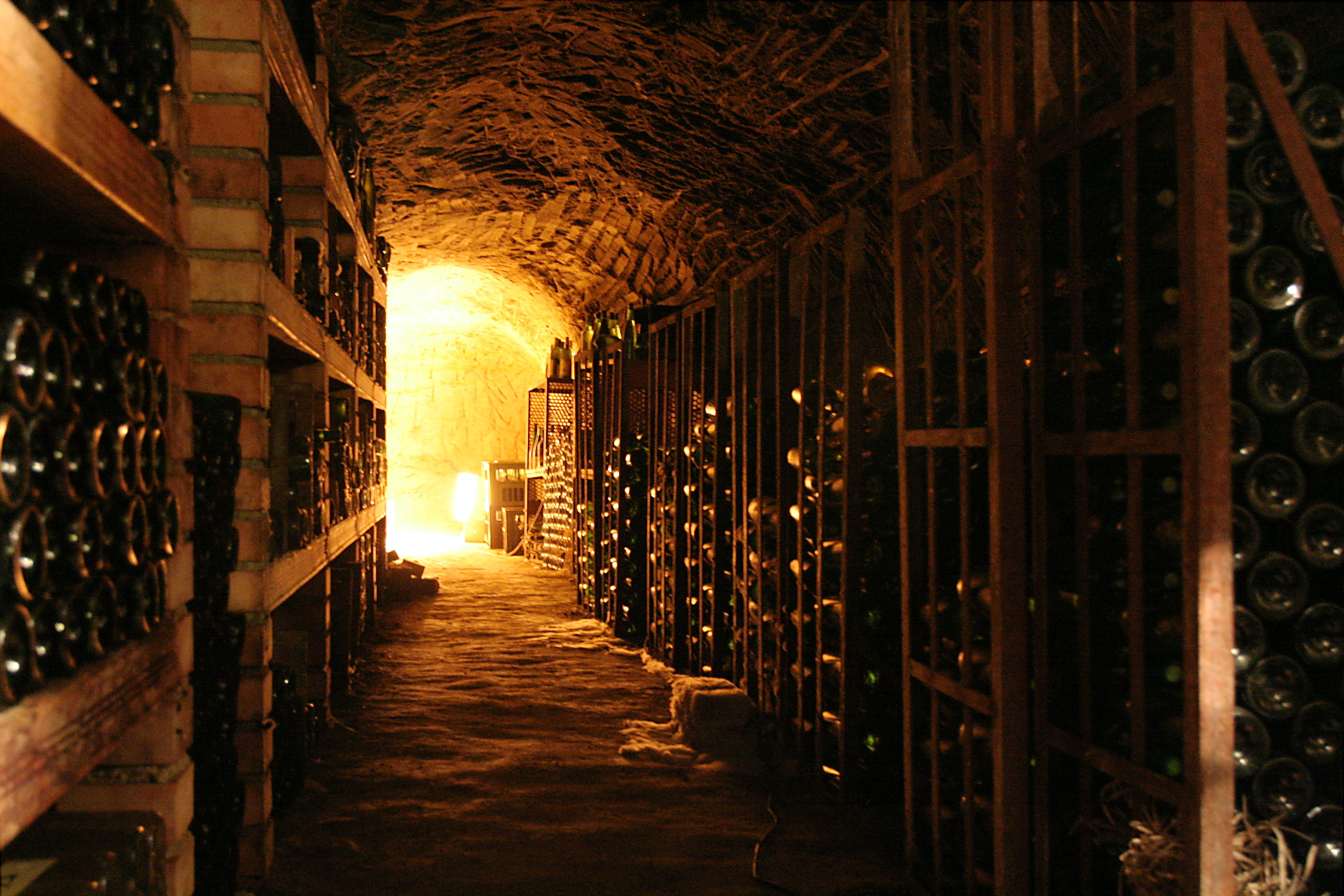
Wijnkelder in de Tsjechische gemeente Chvalovice
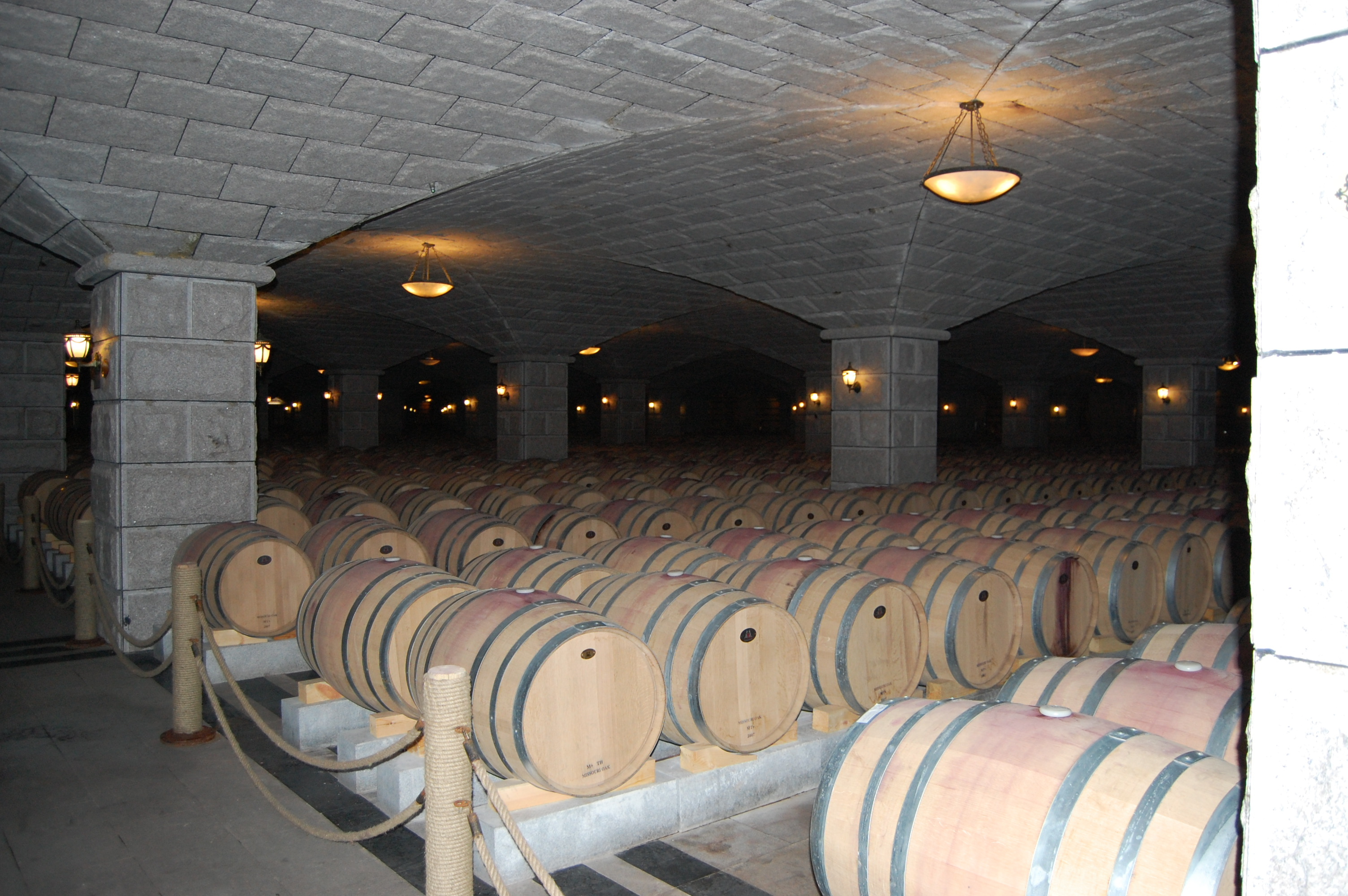
Wijnkelder in Jiayuguan de grootste van Azië
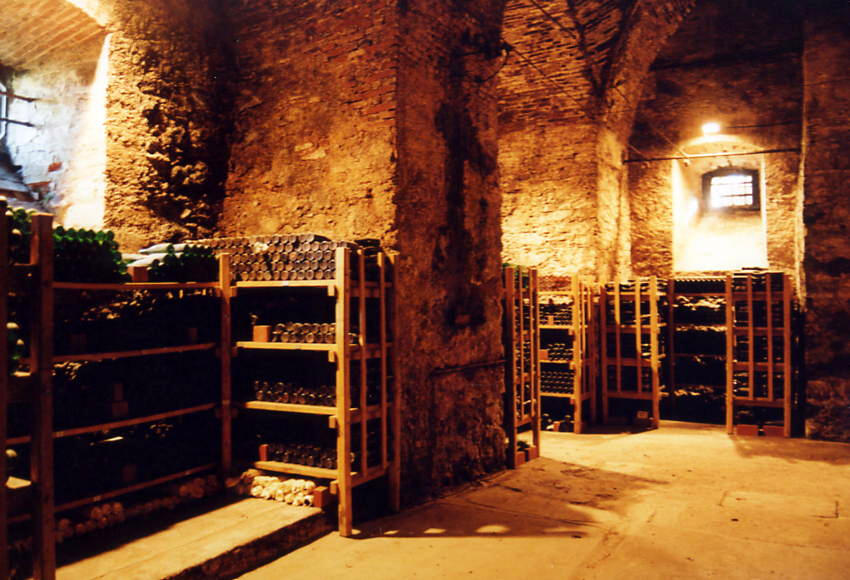
Wijnkelder van Schloss Seggau